# Florence Cushman
Florence Cushman (1860-1940) fou una astrònoma estatunidenca que va treballar al catàleg Henry Draper. Va néixer a Boston, Massachusetts el 1860 i va rebre la seva primera educació a la Charlestown High School, on es va graduar en 1877. El 1888, va començar a treballar a l'Observatori de la Universitat Harvard com a empleada d'Edward Pickering. Va treballar extensament amb Annie Jump Cannon en el catàleg de Draper entre 1918 i 1934. Es va quedar com a astrònoma a l'Observatori fins al 1937. Cushman va morir el 1940 a l'edat de 80 anys.